# Heidrun Stein-Kecks
Heidrun Stein-Kecks (* 1956 in Salzburg) ist eine deutsche Kunsthistorikerin.
Heidrun Stein-Kecks studierte Kunstgeschichte und Romanistik an den Universitäten Regensburg und Wien. Der Magister folgte 1981. Sie wurde 1985 promoviert in Regensburg mit der Arbeit Die romanischen Wandmalereien in der Klosterkirche Prüfening. Für ihre Arbeit wurde sie mit dem Professor-Josef-Engert-Preis der Stadt Regensburg ausgezeichnet. Von 1986 bis 1989 war sie Stipendiatin am Kunsthistorischen Institut Florenz beim Projekt „Die Kirchen von Siena“. Von 1989 bis 1999 war Stein-Kecks Assistentin bzw. Oberassistentin in Regensburg. 1997 erfolgte die Habilitation. Stein-Kecks lehrt seit 1999 als Professorin für Mittlere und Neuere Kunstgeschichte an der Universität Erlangen. 
Zu ihren Forschungsschwerpunkten zählen die Ikonographie/Ikonologie, die Allegorieforschung, die Kunst im Auftrag und für die Funktion geistlicher und monastischer Institutionen, die Wandmalerei im Mittelalter und der Kulturtransfer in Spätmittelalter und Renaissance.

## Schriften
Ein Schriftenverzeichnis erschien in: Hans-Christoph Dittscheid, Doris Gerstl, Simone Hespers (Hrsg.): Kunst-Kontexte. Festschrift für Heidrun Stein-Kecks. Michael Imhof Verlag, Petersberg 2016, ISBN 978-3-7319-0281-2, S. 357–360.
- Der Kapitelsaal in der mittelalterlichen Klosterbaukunst. Studien zu den Bildprogrammen (= Italienische Forschungen des Kunsthistorischen Institutes in Florenz, Max-Planck-Institut. Folge 4, Bd. 4). Deutscher Kunstverlag, München u. a. 2004, ISBN 3-422-06429-X.